# 로버트 앤드루스 밀리컨
로버트 앤드루스 밀리컨(Robert Andrews Millikan, 1868년 3월 22일 ~ 1953년 12월 19일)은 미국의 실험 물리학자이다.
일리노이주 출신으로 컬럼비아 대학교에서 박사 학위를 취득했다. 시카고 대학교 교수를 거쳐, 1921년부터 1946년까지 캘리포니아 공과대학교의 노만 브리지 물리학 연구소장을 역임하였다. 1909년 기름 방울에 의하여 전자의 전하의 크기를 정밀하게 측정하는 데 성공하였다. 또한 스펙트럼선을 연구하고, 단파장의 '밀리컨선'을 발견하였다. 그 밖에 광선 효과와 우주선을 연구하는 등 과학사에 커다란 업적을 남겼다. 1923년 노벨 물리학상을 받았다.

## 업적

### 전자의 전하
1909년초 시카고 대학교 교수였던, 밀리컨과 하베이 플레처(Harvey Fletcher)는 전자의 전하를 측정하는 유적 실험(oil-drop experiment)을 하였다.
밀리컨교수는 단독으로 실험에 대한 공로를 인정받았고, 이에 대한 보상으로, 플레처는 그의 논문에 관련된결과에 저자권한을 받았다.

밀리컨은 1923년에 그의 업적중에 일부로 이 결과를 인정받아 노벨 물리학상을 수상하였고, 플레처는 밀리컨의 사망까지 이 비밀을 지켰다.

1910년 그의 최초 결과가 출판된 후에, 펠릭스 에렌하프트에 의해 상반된 관측이 주장되었고 두 물리학자 사이의 논란이 시작되었다.

1913년 향상된 실험장치로부터의 결과가 발표되었다.
기본 전하는 기본 물리 상수 중의 하나이고, 이값의 정확도는 매우 중요하다.
그의 실험의 두 금속 전극 사이의 중력에 대해서, 작은 전하를 갖는 정지해 있는 기름 방울의 힘을 측정하였다.
전기장의 크기를 알면, 기름방울은 전하를 결정할 수 있다. 많은 기름방울들에 대해 측정을 반복하여, 밀리컨은 결과들이 공통값 (즉, 전자 하나의 전하 1.592 × 10−19 C)의 정수배가 됨을 보였다.
이 값은 오늘날의 전하, 1.602 176 53(14) x 10−19 C 보다 약간 낮다.
아마도 이것은 밀리컨이 부정확한 대기의 점성을 사용했기 때문이다.